# Forum (журнал)
«Forum» — англомовний квартальник, видання Українського Братського Союзу в Скрентоні (США), призначений переважно для молодшої генерації, виходить з 1967. Редактор А. Григорович, технічний редактор Я. Пронько. «Форум» популяризує українознавство, подає хроніку культурного життя сучасної України й діаспори та огляди україніки у світі; багато ілюстрований.